# Temple mormon de Dallas
Le temple mormon de Dallas est un temple de l’Église de Jésus-Christ des saints des derniers jours situé à Dallas, dans l’État du Texas, aux États-Unis. Il a été inauguré le 19 octobre 1984.